# 밀양 탁삼재 유물
밀양 탁삼재 유물(密陽 卓三齊 遺物)은 대한민국 경상남도 밀양시 산내면 탁삼재에 있는, 김녕김씨 종중에서 관리하고 있는 유물이다.
1993년 1월 8일 경상남도의 유형문화재 제289호 탁삼재 소장유물으로 지정되었다가, 2018년 12월 20일 현재의 명칭으로 변경되었다.

## 개요
탁삼재는 임진왜란 때 싸움에 나아가 충효의 이름이 높은 김유부(1549∼1621)를 비롯하여 병자호란 때 종군하여 순절한 최씨, 송씨 등의 덕목을 높이 평가하여 1905년 조정의 뜻에 따라 유림에서 건립한 집이다.
탁삼재라는 것은 유교사회 기본 덕목인 충(忠), 효(孝), 열(烈) 이 3가지를 한 가문에서 이룬 행적을 기리기 위해 ｀탁삼(卓三)´이라는 두 글자를 나라에서 내린데서 유래하였다.
이 탁삼재에는 교지 등 고문서 44점과 나무로 만든 비 1점, 편액 2점, 녹권 1점 등이 소장되어 있다. 탁삼재 옆에는 김유부의 충효각이 세워져 있다.

## 참고 문헌
- 밀양 탁삼재 유물 - 국가유산청 국가유산포털